# Eristalinus cinereus
Eristalinus cinereus är en tvåvingeart som först beskrevs av de Meijere 1924.  Eristalinus cinereus ingår i släktet slamflugor, och familjen blomflugor. Inga underarter finns listade i Catalogue of Life.